# Kolmanskop

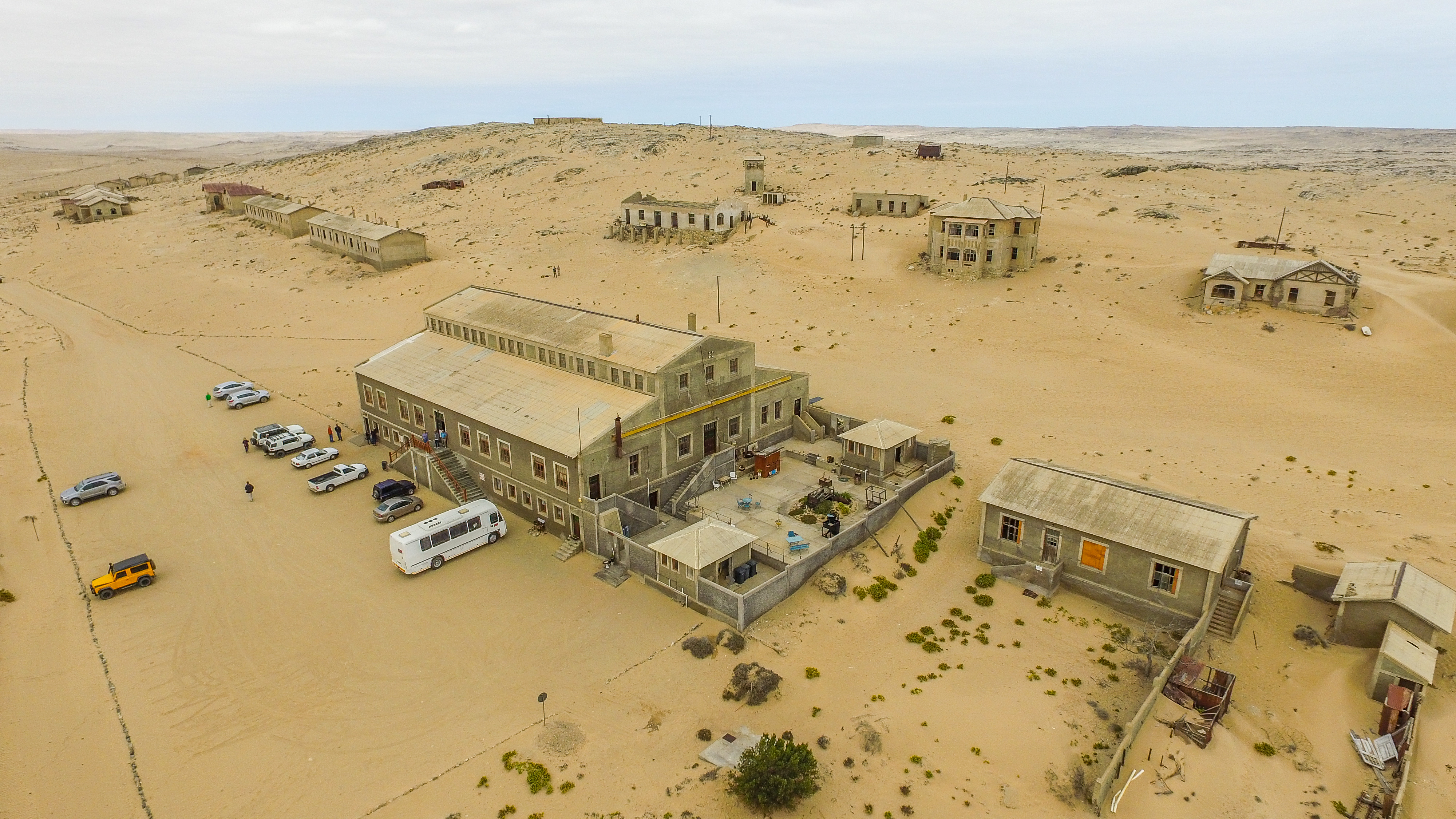
Kolmanskop från ovan.

Kolmanskop (tyska Kolmanskuppe eller Kolmannskuppe)  är en spökstad i södra Namibia, 10 kilometer inåt landet från staden Lüderitz. Orten uppfördes på grund av närliggande gruvor, och är nu ett turistresemål som drivs av diamantbolaget NAMDEB (Namibia-De Beers). 1908 hittade arbetaren Zacharias Lewala en diamant, som han visade sin överordnade, järnvägsinspektören August Stauch. Detta ledde till skapandet av Sperrgebiet, ett område till vilket allmänheten saknar tillgång, och att diamantbrytningen tog fart.
Efter första världskriget började diamantgruvan att sina, och Kolmanskop var på nedgång på 1930-talet. 1928 hittades också världens största kända diamanttillgångar 27 mil söderut. Staden övergavs slutligen helt 1954.

## Bildgalleri

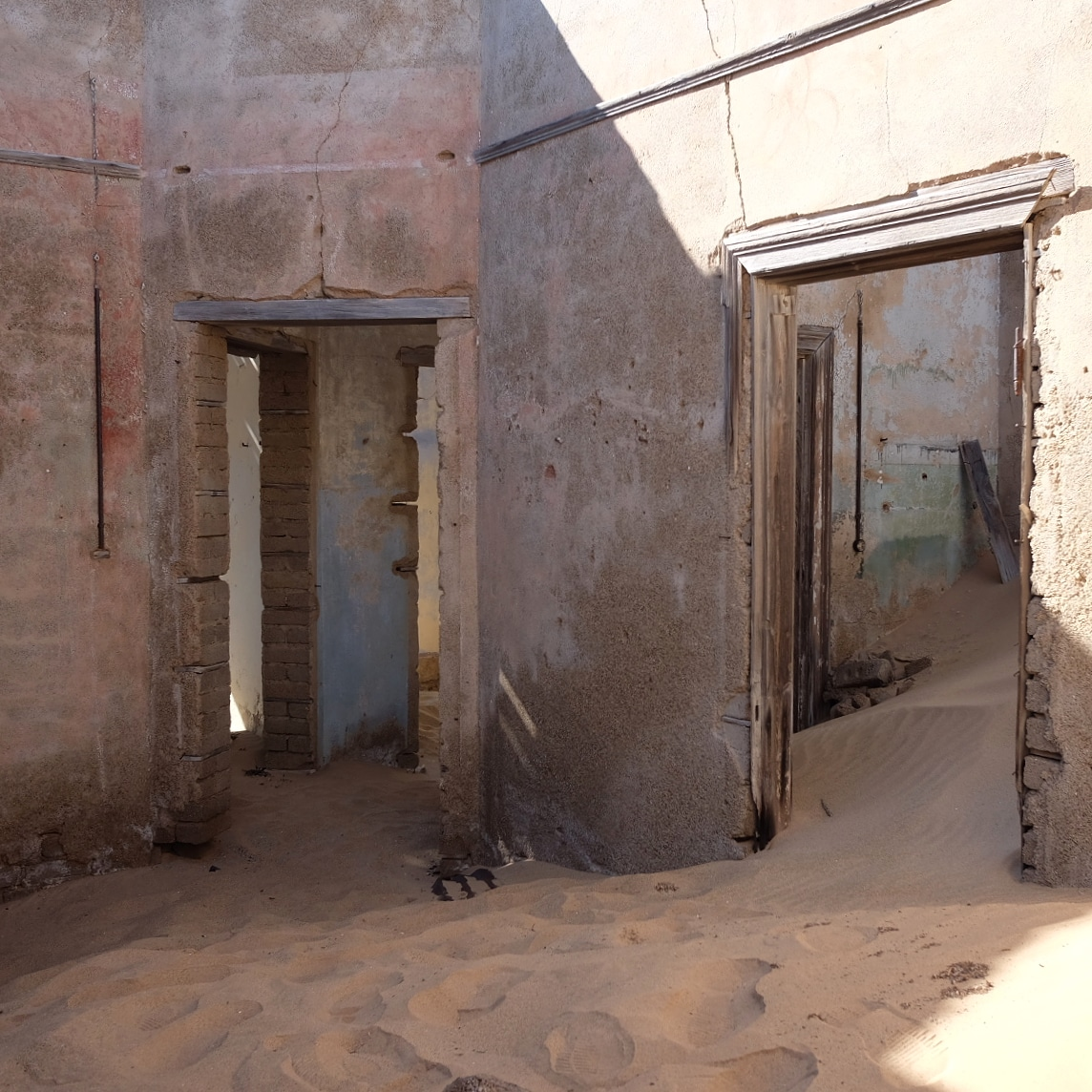
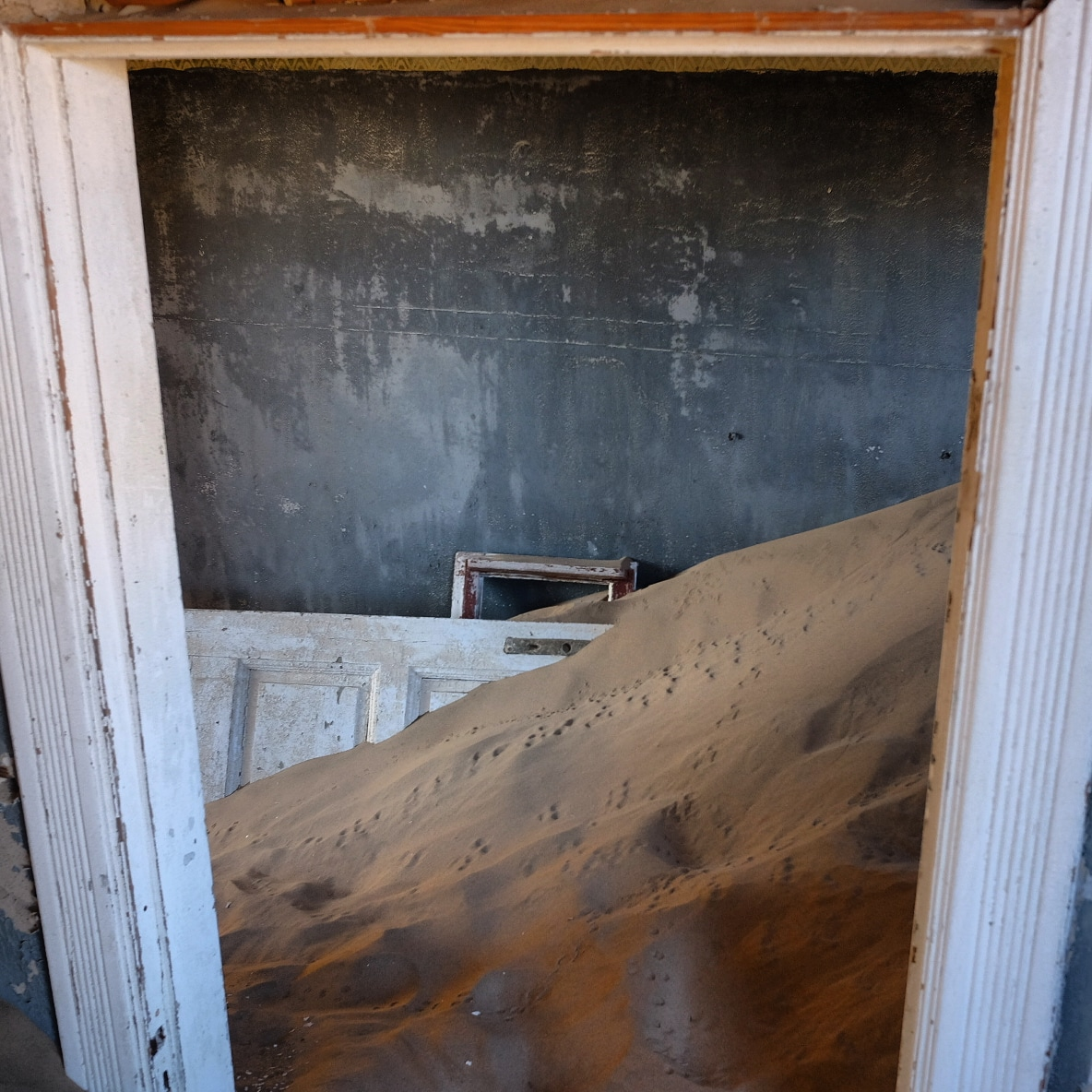
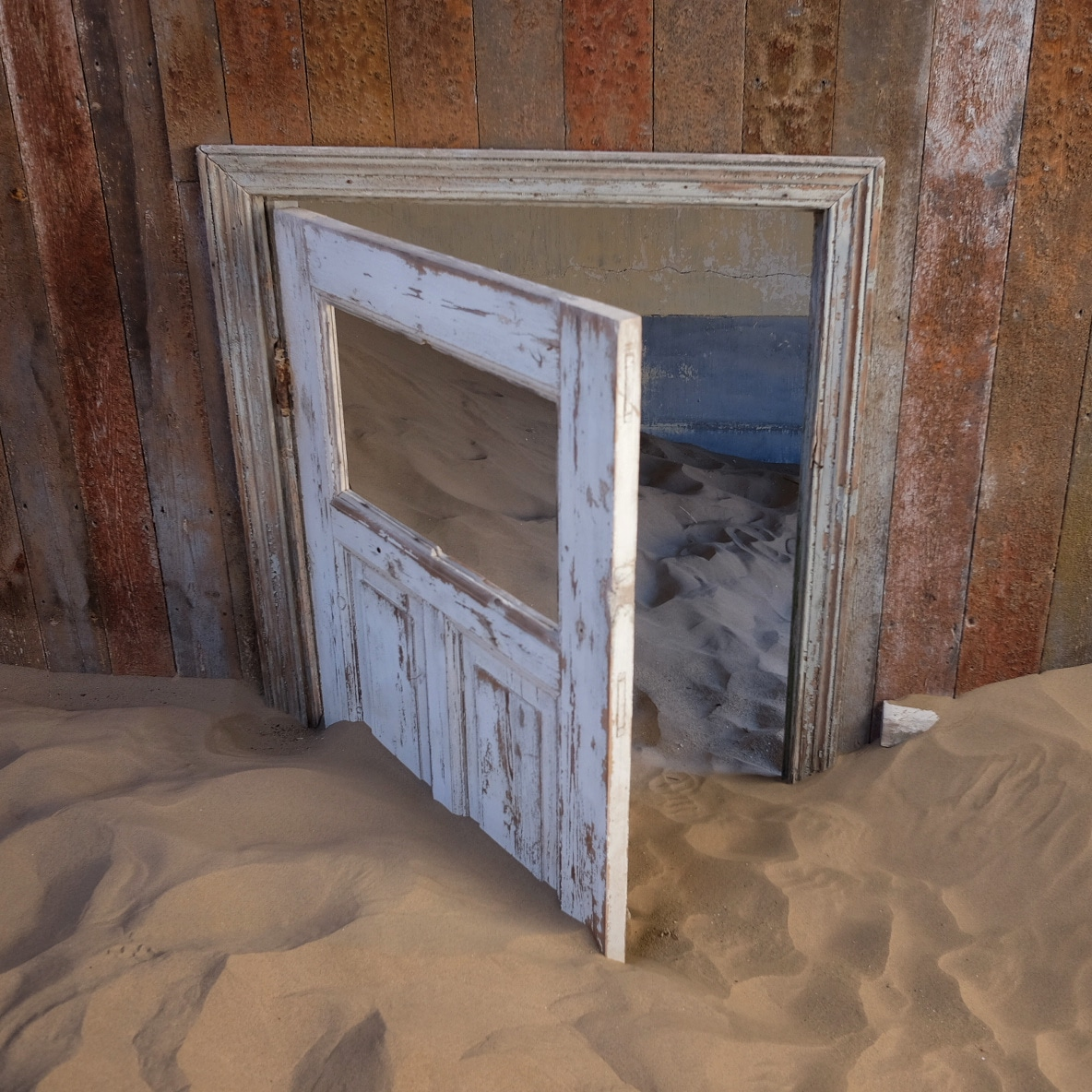
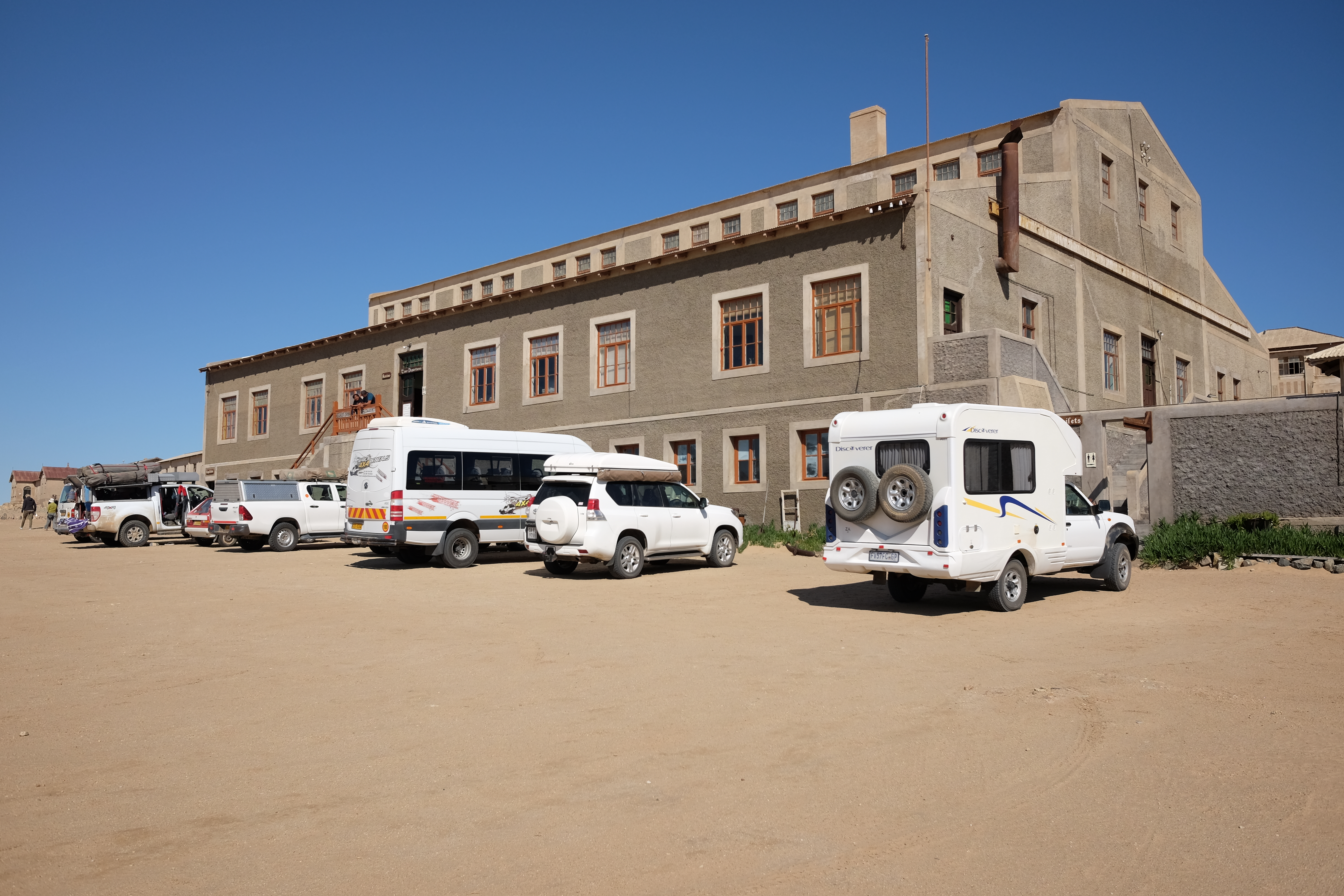
Turistparkering.
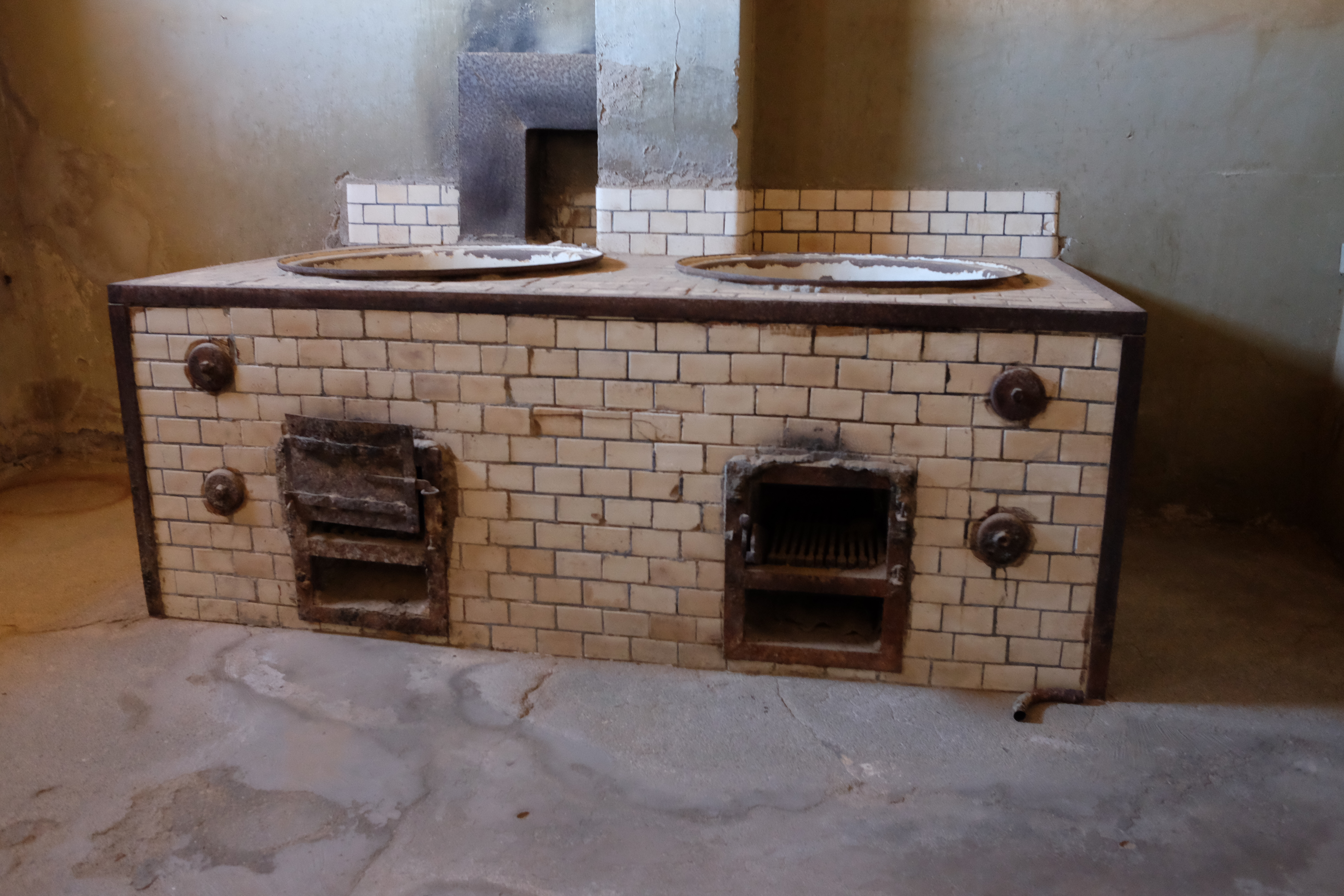
Tidigare utrustning, nu övergiven.
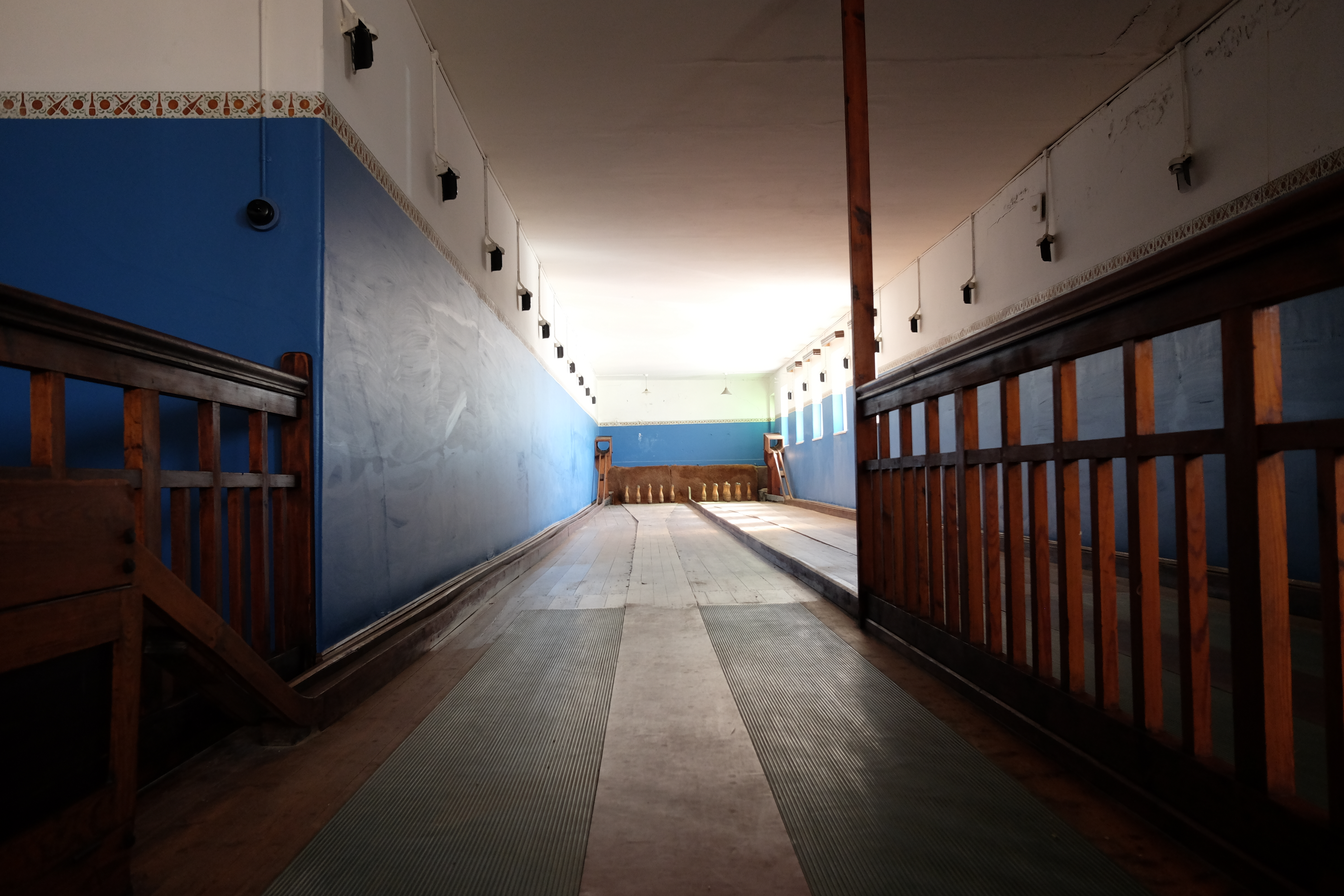
Kägelbanan.